# Otus icterorhynchus
El autillo piquigualdo o autillo de Sandy (Otus icterorhynchus) es una especie de ave estrigiforme de la familia Strigidae nativa de África.

## Subespecies
Se reconocen dos subespecies:
- Otus icterorhynchus holerythrus (Sharpe, 1901)– desde el sur de Camerún hasta el norte del Congo y el noreste de Zaire.
- Otus icterorhynchus icterorhynchus (Shelley, 1873)– en las selvas tropicales de Liberia, Costa de Marfil y Ghana.